# Slaheddine Essid
Slaheddine Essid (24 de marzo de 1948 - 29 de junio de 2020) fue un cineasta, guionista y director de televisión tunecino.

## Biografía
Essid inició su carrera como realizador a comienzos de la década de 1990, colaborando con guionistas como Ali Louati y Hatem Bel Hadj. Cosechando éxito en el género dramático, Essid se especializó en la comedia de situación, dirigiendo varias series de televisión y telefilmes en dicho formato en las décadas de 1990, 2000 y 2010, en particular produciéndolas durante el mes del Ramadán.
El cineasta falleció a los setenta y dos años el 29 de junio de 2020 a causa de una enfermedad. Fue enterrado al día siguiente en el cementerio de Gammarth.

## Filmografía destacada
- 1992 : Liyam Kif Errih
- 1994 : Amwej
- 1995 : Habbouni wedalalt
- 1996-1997 : El Khottab Al Bab
- 1998 : Îchqa wa Hkayet
- 2000 : Mnamet Aroussia
- 2002 : Gamret Sidi Mahrous
- 2003 : Chez Azaïez
- 2004 : Loutil (L'Hôtel)
- 2005-2009 : Choufli Hal
- 2010-2018 : Nsibti Laaziza
- 2012 : Dar Louzir